# Dienstgrade der Zyprischen Nationalgarde
Dieser Artikel behandelt die Dienstgradabzeichen der Zyprischen Nationalgarde. Als Zyprische Nationalgarde werden die Streitkräfte der Republik Zypern bezeichnet.

## Dienstgrade

### Heer
| Schulterklappe      |                 |                 |              |                |                 |                     |              |           |             |                 |
| Dienstgrad          | kein Äquivalent | Generalleutnant | Generalmajor | Brigadegeneral | Oberst          | Oberstleutnant      | Major        | Hauptmann | Leutnant    | Unterleutnant   |
| Griech. Bezeichnung |                 | Αντιστράτηγος   | Υποστράτηγος | Ταξίαρχος      | Συνταγματάρχης  | Αντισυνταγματάρχης  | Ταγματάρχης  | Λοχαγός   | Υπολοχαγός  | Ανθυπολοχαγός   |
| Transliteration     |                 | Andistratigos   | Ypostratigos | Taxiarchos     | Syndagmatarchis | Antisyndagmatarchis | Tagmatarchis | Lochagos  | Ypolochagos | Anthypolochagos |
| NATO-Rangcode       | OF-9            | OF-8            | OF-7         | OF-6           | OF-5            | OF-4                | OF-3         | OF-2      | OF-1        | OF-1            |

| Unteroffiziere      | Unteroffiziere                                                   | Unteroffiziere                 | Unteroffiziere                 | Unteroffiziere                 | Unteroffiziere                 | Unteroffiziere                 | Mannschaften           | Mannschaften           | Mannschaften           |
| Dienstgradgruppe    | Fachdienstoffizier mit Dienstgrad unter Leutnant (Ανθυπασπιστές) | Unteroffiziere (Υπαξιωματικοί) | Unteroffiziere (Υπαξιωματικοί) | Unteroffiziere (Υπαξιωματικοί) | Unteroffiziere (Υπαξιωματικοί) | Unteroffiziere (Υπαξιωματικοί) | Mannschaften (Οπλίτες) | Mannschaften (Οπλίτες) | Mannschaften (Οπλίτες) |
| ------------------- | ---------------------------------------------------------------- | ------------------------------ | ------------------------------ | ------------------------------ | ------------------------------ | ------------------------------ | ---------------------- | ---------------------- | ---------------------- |
| Schulterklappe      |                                                                  |                                |                                |                                |                                |                                |                        |                        | kein Zeichen           |
| Dienstgrad          | Oberstabsfeldwebel                                               | Stabsfeldwebel                 | Hauptfeldwebel                 | Feldwebel                      | Unteroffizier                  | kein Äquivalent                | kein Äquivalent        | kein Äquivalent        | Schütze                |
| Griech. Bezeichnung | Ανθυπασπιστής                                                    | Αρχιλοχίας                     | Επιλοχίας                      | Λοχίας                         | Λοχίας ΕΠΥ                     |                                |                        |                        | Στρατιώτης             |
| Transliteration     | Anthypaspistis                                                   | Archilochias                   | Epilochias                     | Lochias                        | Lochias EPY                    |                                |                        |                        | Stratiotis             |
| NATO-Rangcode       | OR-9                                                             | OR-8                           | OR-7                           | OR-6                           | OR-5                           | OR-4                           | OR-3                   | OR-2                   | OR-1                   |

| Unteroffizieranwärter | Unteroffizieranwärter                         | Unteroffizieranwärter                         | Unteroffizieranwärter                         | Unteroffizieranwärter                         | Unteroffizieranwärter                         | Unteroffizieranwärter                         | Mannschaften                   | Mannschaften                   | Mannschaften                   |
| Dienstgradgruppe      | Unteroffizieranwärter (Έφεδροι υπαξιωματικοί) | Unteroffizieranwärter (Έφεδροι υπαξιωματικοί) | Unteroffizieranwärter (Έφεδροι υπαξιωματικοί) | Unteroffizieranwärter (Έφεδροι υπαξιωματικοί) | Unteroffizieranwärter (Έφεδροι υπαξιωματικοί) | Unteroffizieranwärter (Έφεδροι υπαξιωματικοί) | Mannschaften (Έφεδρες οπλίτες) | Mannschaften (Έφεδρες οπλίτες) | Mannschaften (Έφεδρες οπλίτες) |
| --------------------- | --------------------------------------------- | --------------------------------------------- | --------------------------------------------- | --------------------------------------------- | --------------------------------------------- | --------------------------------------------- | ------------------------------ | ------------------------------ | ------------------------------ |
| Schulterklappe        |                                               |                                               |                                               |                                               |                                               |                                               |                                |                                | kein Zeichen                   |
| Dienstgrad            | Offiziersschüler                              | kein Äquivalent                               | kein Äquivalent                               | Feldwebel                                     | kein Äquivalent                               | Korporal                                      | Lance Corporal                 | kein Äquivalent                | Schütze                        |
| Griech. Bezeichnung   | Υποψήφιος Έφεδρος Αξιωματικός                 |                                               |                                               | Λοχίας                                        |                                               | Δεκανέας                                      | Υποδεκανέας                    |                                | Στρατιώτης                     |
| Transliteration       | Ypopsichios Efedros Axiomatikos               |                                               |                                               | Lochias                                       |                                               | Dekaneas                                      | Ypodekaneas                    |                                | Stratiotis                     |
| NATO-Rangcode         | OR-9                                          | OR-8                                          | OR-7                                          | OR-6                                          | OR-5                                          | OR-4                                          | OR-3                           | OR-2                           | OR-1                           |

### Marine
| Offiziere           | Offiziere                       | Offiziere                       | Offiziere                       | Offiziere                       | Offiziere                             | Offiziere                             | Offiziere                             | Offiziere                            | Offiziere                            | Offiziere                            | Offiziere                   | Offiziere |
| Dienstgradgruppe    | Generale (Ανώτατοι αξιωματικοί) | Generale (Ανώτατοι αξιωματικοί) | Generale (Ανώτατοι αξιωματικοί) | Generale (Ανώτατοι αξιωματικοί) | Stabsoffiziere (Ανώτεροι αξιωματικοί) | Stabsoffiziere (Ανώτεροι αξιωματικοί) | Stabsoffiziere (Ανώτεροι αξιωματικοί) | Hauptleute / Leutnante (Αξιωματικοί) | Hauptleute / Leutnante (Αξιωματικοί) | Hauptleute / Leutnante (Αξιωματικοί) | Offizieranwärter (Έφεδροι)  |           |
| ------------------- | ------------------------------- | ------------------------------- | ------------------------------- | ------------------------------- | ------------------------------------- | ------------------------------------- | ------------------------------------- | ------------------------------------ | ------------------------------------ | ------------------------------------ | --------------------------- | --------- |
| Schulterklappe      |                                 |                                 |                                 |                                 |                                       |                                       |                                       |                                      |                                      |                                      |                             |           |
| Ärmelabzeichen      |                                 |                                 |                                 |                                 |                                       |                                       |                                       |                                      |                                      |                                      |                             |           |
| Dienstgrad          | kein Äquivalent                 | kein Äquivalent                 | kein Äquivalent                 | Flottillenadmiral               | Kapitän zur See                       | Fregattenkapitän                      | Korvettenkapitän                      | Kapitänleutnant                      | Leutnant zur See                     | Unterleutnant                        | Offiziersschüler            |           |
| Griech. Bezeichnung |                                 |                                 |                                 | Αρχιπλοίαρχος                   | Πλοίαρχος                             | Αντιπλοίαρχος                         | Πλωτάρχης                             | Υποπλοίαρχος                         | Ανθυποπλοίαρχος                      | Σημαιοφόρος                          | Δόκιμος Έφεδρος Αξιωματικός |           |
| Transliteration     |                                 |                                 |                                 | Archipliarchos                  | Pliarchos                             | Andipliarchos                         | Plotarchos                            | Ypoplotarchos                        | Anthipopliarchos                     | Simaioforos                          | Dokimos Efedros Axiomatikos |           |
| NATO-Rangcode       | OF-9                            | OF-8                            | OF-7                            | OF-6                            | OF-5                                  | OF-4                                  | OF-3                                  | OF-2                                 | OF-1                                 | OF-1                                 | OF(D)                       |           |

| Schulterklappe      |                    |                |                |           |               |                 |                 |                 | kein Zeichen |
| Ärmelabzeichen      |                    |                |                |           |               |                 |                 |                 |              |
| Dienstgrad          | Oberstabsbootsmann | Stabsbootsmann | Hauptbootsmann | Bootsmann | Maat          | kein Äquivalent | kein Äquivalent | kein Äquivalent | Matrose      |
| Griech. Bezeichnung | Ανθυπασπιστής      | Αρχικελευστής  | Επικελευστής   | Κελευστής | Κελευστής ΕΠΥ |                 |                 |                 | Ναύτης       |
| Transliteration     | Anthypaspistis     | Archikelefstis | Epikelefstis   | Kelefstis | Kelefstis EPY |                 |                 |                 | Naftis       |
| NATO-Rangcode       | OR-9               | OR-8           | OR-7           | OR-6      | OR-5          | OR-4            | OR-3            | OR-2            | OR-1         |

| Unteroffizieranwärter | Unteroffizieranwärter                         | Unteroffizieranwärter                         | Unteroffizieranwärter                         | Unteroffizieranwärter                         | Unteroffizieranwärter                         | Unteroffizieranwärter                         | Mannschaften                   | Mannschaften                   | Mannschaften                   |      |
| Dienstgradgruppe      | Unteroffizieranwärter (Έφεδροι υπαξιωματικοί) | Unteroffizieranwärter (Έφεδροι υπαξιωματικοί) | Unteroffizieranwärter (Έφεδροι υπαξιωματικοί) | Unteroffizieranwärter (Έφεδροι υπαξιωματικοί) | Unteroffizieranwärter (Έφεδροι υπαξιωματικοί) | Unteroffizieranwärter (Έφεδροι υπαξιωματικοί) | Mannschaften (Έφεδρες οπλίτες) | Mannschaften (Έφεδρες οπλίτες) | Mannschaften (Έφεδρες οπλίτες) |      |
| --------------------- | --------------------------------------------- | --------------------------------------------- | --------------------------------------------- | --------------------------------------------- | --------------------------------------------- | --------------------------------------------- | ------------------------------ | ------------------------------ | ------------------------------ | ---- |
| Schulterklappe        |                                               |                                               |                                               |                                               |                                               |                                               |                                |                                | kein Zeichen                   |      |
| Ärmelabzeichen        |                                               |                                               |                                               |                                               |                                               |                                               |                                |                                |                                |      |
| Dienstgrad            | Offiziersschüler                              | kein Äquivalent                               | kein Äquivalent                               | Bootsmann                                     | kein Äquivalent                               | Obergefreiter                                 | kein Äquivalent                | kein Äquivalent                | Matrose                        |      |
| Griech. Bezeichnung   | Υποψήφιος Έφεδρος Αξιωματικός                 |                                               |                                               | Κελευστής                                     |                                               | Δίοπος                                        |                                |                                | Ναύτης                         |      |
| Transliteration       | Ypopsichios Efedros Axiomatikos               |                                               |                                               | Kelefstis                                     |                                               | Diopos                                        |                                |                                | Naftis                         |      |
| NATO-Rangcode         | OR-9                                          | OR-8                                          | OR-7                                          | OR-6                                          | OR-5                                          | OR-4                                          | OR-3                           | OR-2                           | OR-1                           | OR-1 |

### Luftwaffe
| Offiziere           | Offiziere                       | Offiziere                       | Offiziere                       | Offiziere                       | Offiziere                             | Offiziere                             | Offiziere                             | Offiziere                            | Offiziere                            | Offiziere                            | Offiziere                   | Offiziere |
| Dienstgradgruppe    | Generale (Ανώτατοι αξιωματικοί) | Generale (Ανώτατοι αξιωματικοί) | Generale (Ανώτατοι αξιωματικοί) | Generale (Ανώτατοι αξιωματικοί) | Stabsoffiziere (Ανώτεροι αξιωματικοί) | Stabsoffiziere (Ανώτεροι αξιωματικοί) | Stabsoffiziere (Ανώτεροι αξιωματικοί) | Hauptleute / Leutnante (Αξιωματικοί) | Hauptleute / Leutnante (Αξιωματικοί) | Hauptleute / Leutnante (Αξιωματικοί) | Offizieranwärter (Έφεδροι)  |           |
| ------------------- | ------------------------------- | ------------------------------- | ------------------------------- | ------------------------------- | ------------------------------------- | ------------------------------------- | ------------------------------------- | ------------------------------------ | ------------------------------------ | ------------------------------------ | --------------------------- | --------- |
| Schulterklappe      |                                 |                                 |                                 |                                 |                                       |                                       |                                       |                                      |                                      |                                      |                             |           |
| Ärmelabzeichen      |                                 |                                 |                                 |                                 |                                       |                                       |                                       |                                      |                                      |                                      |                             |           |
| Dienstgrad          | kein Äquivalent                 | kein Äquivalent                 | kein Äquivalent                 | Brigadegeneral                  | Oberst                                | Oberstleutnant                        | Major                                 | Hauptmann                            | Leutnant                             | Unterleutnant                        | Offiziersschüler            |           |
| Griech. Bezeichnung |                                 |                                 |                                 | Ταξίαρχος Αεροπορίας            | Σμήναρχος                             | Αντισμήναρχος                         | Επισμηναγός                           | Σμηναγός                             | Υποσμηναγός                          | Ανθυποσμηναγός                       | Δόκιμος Έφεδρος Αξιωματικός |           |
| Transliteration     |                                 |                                 |                                 | Taxiarchos Aeroporias           | Sminarchos                            | Antisminarchos                        | Episminarchos                         | Sminagos                             | Yposminagos                          | Anthyposminagos                      | Dokimos Efedros Axiomatikos |           |
| NATO-Rangcode       | OF-9                            | OF-8                            | OF-7                            | OF-6                            | OF-5                                  | OF-4                                  | OF-3                                  | OF-2                                 | OF-1                                 | OF-1                                 | OF(D)                       |           |

| Unteroffiziere      | Unteroffiziere                                                   | Unteroffiziere                 | Unteroffiziere                 | Unteroffiziere                 | Unteroffiziere                 | Unteroffiziere                 | Mannschaften           | Mannschaften           | Mannschaften           |
| Dienstgradgruppe    | Fachdienstoffizier mit Dienstgrad unter Leutnant (Ανθυπασπιστές) | Unteroffiziere (Υπαξιωματικοί) | Unteroffiziere (Υπαξιωματικοί) | Unteroffiziere (Υπαξιωματικοί) | Unteroffiziere (Υπαξιωματικοί) | Unteroffiziere (Υπαξιωματικοί) | Mannschaften (Οπλίτες) | Mannschaften (Οπλίτες) | Mannschaften (Οπλίτες) |
| ------------------- | ---------------------------------------------------------------- | ------------------------------ | ------------------------------ | ------------------------------ | ------------------------------ | ------------------------------ | ---------------------- | ---------------------- | ---------------------- |
| Schulterklappe      |                                                                  |                                |                                |                                |                                |                                |                        |                        | kein Zeichen           |
| Ärmelabzeichen      |                                                                  |                                |                                |                                |                                |                                |                        |                        |                        |
| Dienstgrad          | Oberstabsfeldwebel                                               | Stabsfeldwebel                 | Hauptfeldwebel                 | Feldwebel                      | Unteroffizier                  | kein Äquivalent                | kein Äquivalent        | kein Äquivalent        | Flieger                |
| Griech. Bezeichnung | Ανθυπασπιστής                                                    | Αρχισμηνίας                    | Επισμηνίας                     | Σμηνίας                        | Σμηνίας ΕΠΥ                    |                                |                        |                        | Σμηνίτης               |
| Transliteration     | Anthypaspistis                                                   | Archisminias                   | Episminias                     | Sminias                        | Sminias EPY                    |                                |                        |                        | Sminitis               |
| NATO-Rangcode       | OR-9                                                             | OR-8                           | OR-7                           | OR-6                           | OR-5                           | OR-4                           | OR-3                   | OR-2                   | OR-1                   |

| Unteroffizieranwärter | Unteroffizieranwärter                         | Unteroffizieranwärter                         | Unteroffizieranwärter                         | Unteroffizieranwärter                         | Unteroffizieranwärter                         | Unteroffizieranwärter                         | Mannschaften                   | Mannschaften                   | Mannschaften                   |
| Dienstgradgruppe      | Unteroffizieranwärter (Έφεδροι υπαξιωματικοί) | Unteroffizieranwärter (Έφεδροι υπαξιωματικοί) | Unteroffizieranwärter (Έφεδροι υπαξιωματικοί) | Unteroffizieranwärter (Έφεδροι υπαξιωματικοί) | Unteroffizieranwärter (Έφεδροι υπαξιωματικοί) | Unteroffizieranwärter (Έφεδροι υπαξιωματικοί) | Mannschaften (Έφεδρες οπλίτες) | Mannschaften (Έφεδρες οπλίτες) | Mannschaften (Έφεδρες οπλίτες) |
| --------------------- | --------------------------------------------- | --------------------------------------------- | --------------------------------------------- | --------------------------------------------- | --------------------------------------------- | --------------------------------------------- | ------------------------------ | ------------------------------ | ------------------------------ |
| Schulterklappe        |                                               |                                               |                                               |                                               |                                               |                                               |                                |                                | kein Zeichen                   |
| Dienstgrad            | Offiziersschüler                              | kein Äquivalent                               | kein Äquivalent                               | Feldwebel                                     | kein Äquivalent                               | Korporal                                      | kein Äquivalent                | kein Äquivalent                | Flieger                        |
| Griech. Bezeichnung   | Υποψήφιος Έφεδρος Αξιωματικός                 |                                               |                                               | Σμηνίας                                       |                                               | Υποσμηνίας                                    |                                |                                | Σμηνίτης                       |
| Transliteration       | Ypopsichios Efedros Axiomatikos               |                                               |                                               | Sminias                                       |                                               | Yposminias                                    |                                |                                | Sminitis                       |
| NATO-Rangcode         | OR-9                                          | OR-8                                          | OR-7                                          | OR-6                                          | OR-5                                          | OR-4                                          | OR-3                           | OR-2                           | OR-1                           |